# Pietro Pensa
Pietro Pensa (Esino Lario, 17 giugno 1906 – Bellano, 1996) è stato un ingegnere e dirigente d'azienda italiano attivo nel settore delle macchine per il movimento della terra; scrittore e alpinista, fu sindaco di Esino Lario e presidente della comunità montana della Valsassina, Valvarrone, Val d'Esino e Riviera.

## Biografia

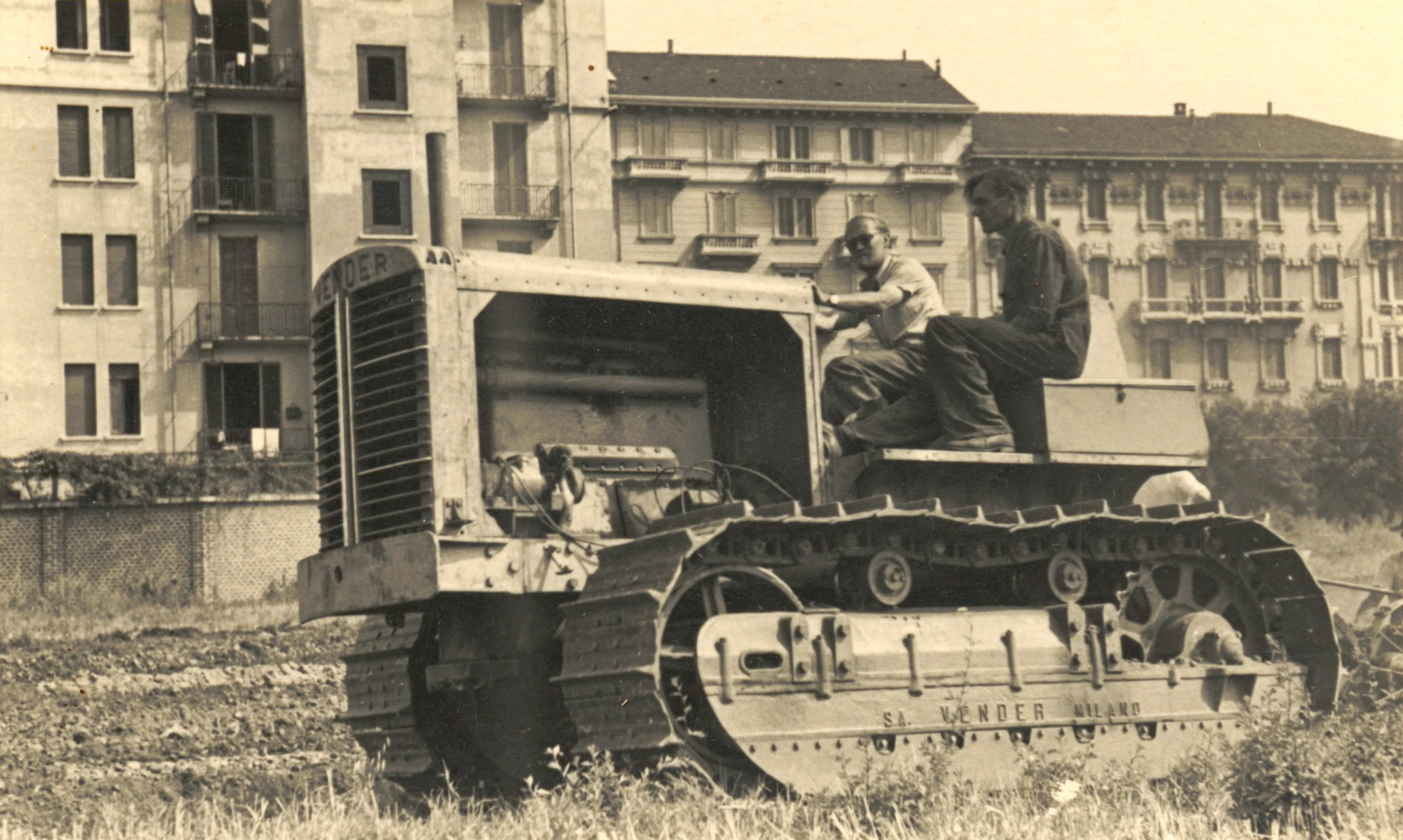

Pietro Pensa, figlio del maestro e direttore didattico Giuseppe Pensa e di Rita Fontana, è il secondogenito con la sorella Massima (1905-). Cresce a Milano trascorrendo le vacanze a Esino Lario e Bene Lario. Si laurea in ingegneria elettrotecnica al Politecnico di Milano mentre frequenta la scuola militare per ufficiali degli Alpini. Nel 1923 conosce Jolanda Cerpelli, figlia dell'ing. Attilio Cerpelli, imprenditore e deputato liberale. Si sposano nel 1932 e dal matrimonio nasceranno quattro figli, l'ingegnere e imprenditore Giovannimaria (1934-2006), il cardiochirurgo Piermaria (1938), l'ingegnere e imprenditore Carlo Maria (1940) e Albrizia Maria (1943), professoressa di matematica. Si trasferisce appena dopo il matrimonio a La Spezia dove inizia a lavorare nella ditta Cerpelli del suocero. Nel giro di alcuni anni diventa responsabile tecnico e segue lo sviluppo delle applicazioni di pompe sulle navi e nelle miniere. Per queste applicazioni viaggia in Unione Sovietica più volte negli anni trenta, durante l'epoca di Stalin. Denuncia sabotaggi nell'installazione degli impianti e rischia la vita in fondo ad una miniera, salvato grazie dall'aiuto dell'interprete.
Alla fine degli anni trenta lascia La Spezia e si trasferisce a Milano, trovando impiego nella ditta di macchinari Vender. L'azienda vince un bando di concorso dell'esercito per l'acquisto di trattori e progetta e realizza i primi mezzi cingolati, che diventeranno poi il suo principale lavoro di progettista su motori e cingoli. Allo scoppio della seconda guerra mondiale viene richiamato come capitano degli alpini ma poi esonerato dall'andare al fronte per proseguire la produzione di trattori per l'esercito. Durante i bombardamenti trasferisce la sua famiglia a Esino Lario. Dopo la seconda guerra mondiale l'azienda Vender cresce e Pietro Pensa registra diversi brevetti. Costruisce il trattore cingolato più grande e più potente mai realizzato sino ad allora, i cui esemplari vennero mandati in Africa ed in Australia a dissodare terreni e foreste vergini. Seguendo le macchine, gira il mondo. Negli anni sessanta l'azienda Vender viene ceduta alla società americana Allis. Studia, disegna e realizza in proprio un trattore con caratteristiche innovative che gli permise di diventare direttore tecnico della multinazionale Massey Ferguson nel nuovo stabilimento di Aprilia dove si dovevano costruire pale ed escavatori. Crea un ufficio tecnico coinvolgendo il figlio Carlo Maria e realizza una gamma di nuove macchine. In pensione collabora come consulente con l'azienda nello stabilimento di Como e progetta e sviluppa sempre insieme al figlio Carlo Maria nuovi trattori idrostatici. Quando la Massey Ferguson, per ragioni commerciali, decide di cedere la produzione delle macchine movimento terra e dismette gli stabilimenti italiani, lascia definitivamente il lavoro di progettista e si dedica interamente alla scrittura e al lavoro di storico. Muore a Bellano nel 1996.

## Altre attività
Oltre all'attività professionale di ingegnere, Pietro Pensa svolge come volontario numerose attività nell'amministrazione pubblica. È autore di pubblicazioni e opere pittoriche e a partire dal 2007 le sue imprese di alpinista sono state documentate e giudicate eccezionali.

### Amministrazione pubblica
Negli anni trenta progetta gratuitamente la sistemazione delle baite del Moncodeno e ne cura la realizzazione. Viene eletto sindaco di Esino Lario nel 1956 e progetta grandi infrastrutture per il paese. Con i trattori di nuova progettazione, che mandava gratuitamente a collaudare, apre le strade che collegano il paese alle due frazioni di Ortanella e di Cainallo. Realizza acquedotti, stazioni di pompaggio, uno dei primi depuratori della zona, l'allestimento del Museo delle Grigne, scuola elementare, scuola dell'infanzia, cinema, porfidatura, parcheggi, strade e loro asfaltatura e il collegamento viario con la Valsassina con il capocantiere Antonio Viglienghi. Un'opera ancora fondamentale per il paese di Esino Lario è il grande acquedotto che dalla Valsassina porta l'acqua al paese. Diviene presidente del Consiglio di Valle della Valsassina che anticipava con un organismo volontario le future Comunità Montane; realizza la Prealpina Orobica, il collegamento intervallivo con la Bergamasca. Viene poi chiamato a far parte della commissione regionale per la stesura della legge sulle Comunità Montane e, alla loro costituzione, diviene il primo presidente della Comunità Montana della Valsassina, Valvarrone, Val d'Esino e Riviera dove avvia la nuova Ballabio-Lecco e il collegamento tra Vendrogno e Taceno.

### Opere letterarie e scritti

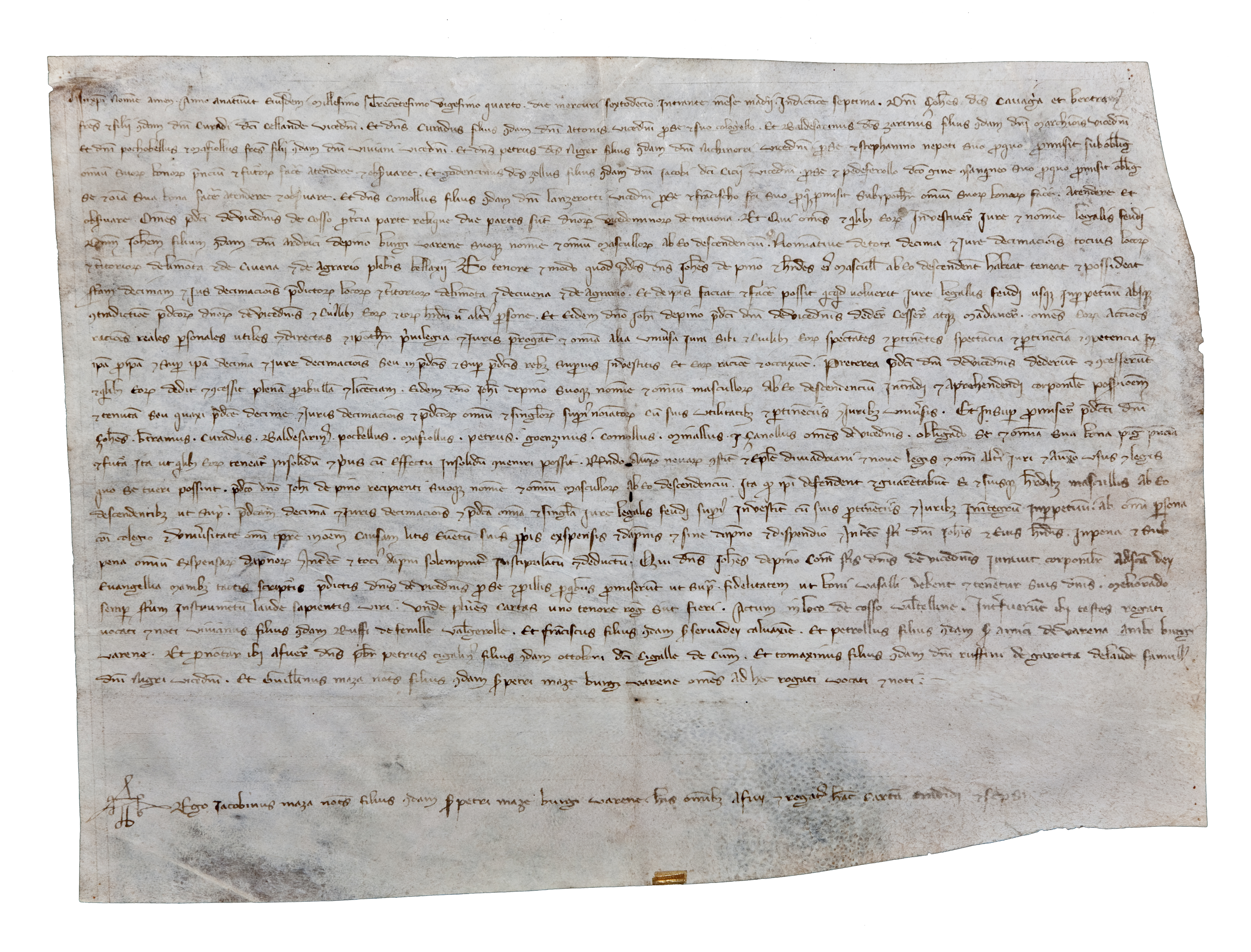
Archivio Pietro Pensa, investitura feudale, Cosso in Valtellina, 16 maggio 1324

Pietro Pensa è autore di romanzi e di numerosi articoli, saggi e pubblicazioni di storia locale. Nella sua attività di studioso si è dedicato in particolare alla storia, alla cultura e all'ambiente del Lario orientale, concentrandosi sulla Valsassina, la Riviera orientale del lago di Como, la Valtellina e su Esino Lario e Lecco. Federico Cereghini descrive il lavoro di storico di Pietro Pensa con le parole "Le sue voluminose opere, ritengo, siano una pietra miliare e una sorta di enciclopedia della cultura comasca tra lago e montagna".
L'Ambrosino d'oro è un romanzo storico ambientato nelle valli del Lario nel 1446 all'epoca della repubblica ambrosiana. Il testo è pubblicato nel 1956 con prefazione di Emilio Guicciardi. Nel 1960 pubblica il suo primo libro di storia locale L'assedio del Medeghino in Lecco e collabora con le riviste "Pagine di vita lecchese", "La Martinella di Milano", "Economia Lariana", il "Periodico della Società Storica Comense" con contributi sulle fortificazioni, le vie di comunicazione, la toponomastica, la geologia, i rapporti tra Como e Milano, le vicende legate al ferro ed al suo utilizzo. Scrive due capitoli riguardanti Il castello di Lecco e Il ponte sull'Adda nel secondo volume dell'Antologia Larius diretta da Pietro Gini. Nel 1973, con la collaborazione della moglie Yolanda, pubblica Manzoni nostro - Rivendichiamo il Manzoni ai Manzoni; nel 1977 Il ferro della Valsassina e del Lecchese. La ricerca sulle famiglie del lecchese e della Valsassina porta alla stesura del volume Le antiche famiglie nobili e notabili del Lario orientale ed è origine di un'indagine approfondita della storia della famiglia Pensa che segue e documenta sino al 1300 nelle sue vicende riguardanti Esino e Aosta. Nel marzo del 1979 inizia, con il primo volume Il Territorio, la serie intitolata Introduzione al Lario, promossa dalla Comunità Montana per far conoscere e per divulgare nelle scuole la geologia, la storia, il folclore e la cultura del territorio. Gli scritti si arricchirono e diventano una sola opera, la pubblicazione Noi gente del Lario, considerata la sua opera più significativa
Nel 1984 pubblica La strada del Viandante, un romanzo storico ambientato sulle montagne del Lario al tempo di San Carlo. Pubblica i due volumi di L'Adda, il nostro fiume all'interno dei quali sviluppa e completa il lavoro già iniziato con gli altri suoi scritti, ampliandolo all'intero bacino dell'Adda.
In un'intervista racconta che nei suoi studi sono due le caratteristiche che emergono dalla gente del Lario: da una parte la costante miseria e dall'altra l'insofferenza ai padroni.
Il lavoro di ricerca lo porta a produrre e accumulare nel corso degli anni un'ingente quantità di materiale documentario e librario che oggi costituisce l'Archivio Pietro Pensa.
- L'ambrosino d'oro, ed. Cavallotti, Milano, 1956.
- L'assedio del Medeghino in Lecco, ed. Bartolozzi, Lecco, 1960.
- Il Panorama Geologico della Montagna Orientale del Lario, (con A. Pollini), ed. Bartolozzi, Lecco, 1971.
- Manzoni nostro, (con Jolanda Cerpelli), ed. Bartolozzi, Lecco, 1973. Un saggio su Alessandro Manzoni.
- Le antiche famiglie nobili e notabili del Lario orientale, ed. La Quercia, Milano, 1976.
- Il ferro della Valsassina e del Lecchese, ed. Comunità Montana Valsassina Val Varrone Val d'Esino e Riviera, Grafica Comense, Tavernerio, 1977.
- Introduzione al Lario: il territorio, a cura della Comunità Montana Valsassina Val Varrone Val d'Esino Riviera, Grafica Comense, Tavernerio, 1979.
- Noi gente del Lario, ed. Cairoli, Como, 1981.
- La strada del Viandante, ed. Cairoli, Como, 1984.
- L'Adda, il nostro fiume, ed. CBRS, Lecco, tre volumi, 1990, 1992, 1997[14].

### Alpinismo

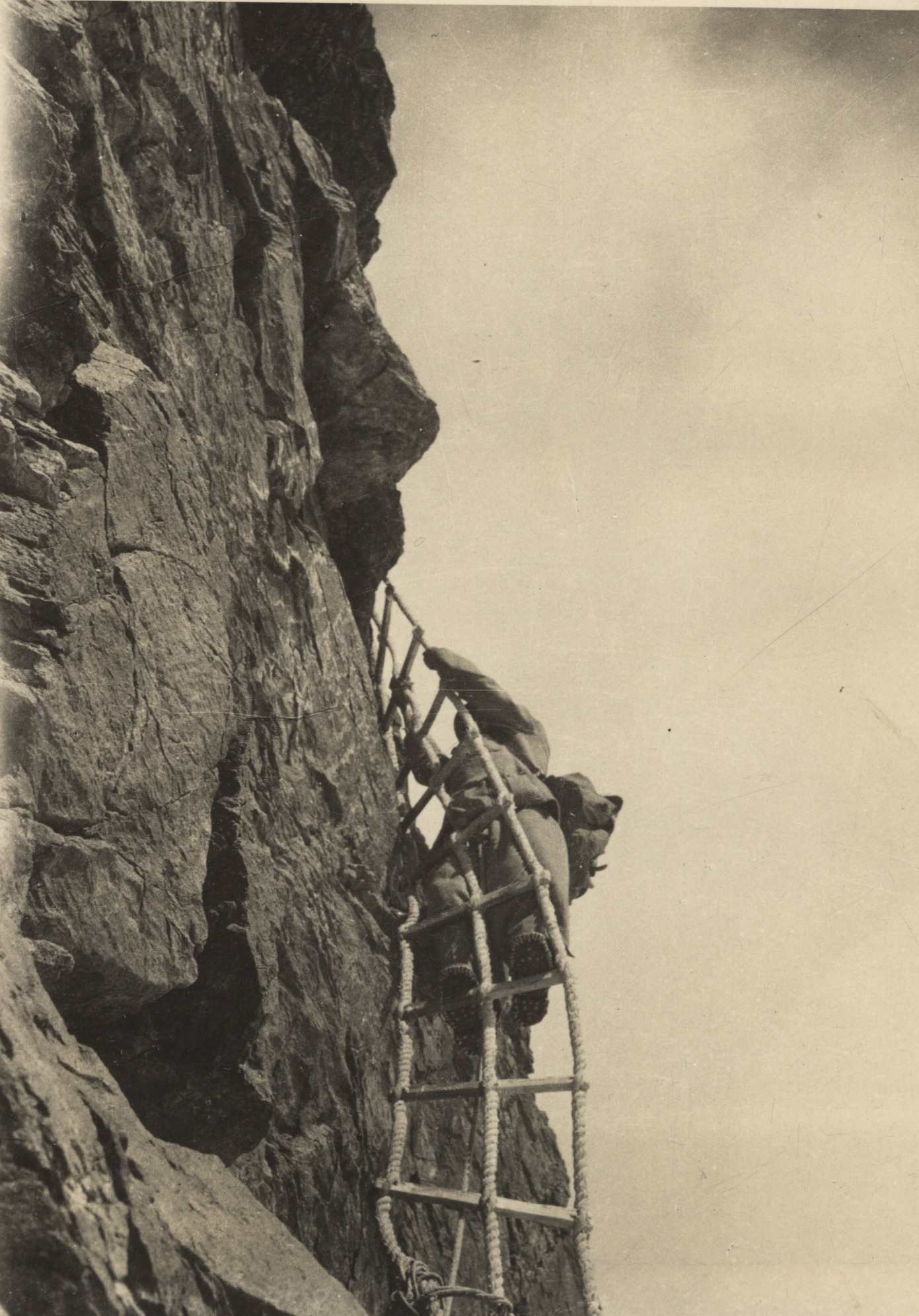

Negli anni trenta si dedica ad alcune imprese alpinistiche, seguito da Piero Gulfi e Mario Bertarini. Apre diverse vie e in particolare le sue ascese al Pizzo d'Eghen sono oggi considerate "tra le più difficili scalate su calcare portate a termine prima della seconda Guerra Mondiale nelle Alpi Centrali". Le vie aperte da Pietro Pensa non vengono ripetute e solo nel 2003 si cominciano a percorrere. La difficoltà della via dello spigolo nord aperta da Pietro Pensa viene riconosciuta da ripetitori di fama nel 2003 e definita via dolomitica con tratti continui di VI atletico obbligato affrontata da Pietro Pensa con pedule leggere, senza protezioni, frends e dadi e con pochissimi rudimentali chiodi.
La via Battaglione Morbegno aperta da Pietro Pensa viene giudicata inizialmente al massimo di IV e IV+, con un passaggio verosimilmente di A1; in realtà nel 2004 viene tentata la salita che Pietro Pensa aveva definito "impegnativa" da Cendali, Festorazzi e Galperti, ma gli arrampicatori sono costretti a retrocedere; solo nel 2005 Pietro Buzzoni riesce la salita e descrive il primo tratto di V, seguito poi da una placca rossa con traverso esposto e difficile (ora proteggibile con un chiodo a lama), che Pietro Pensa superò a vista, senza protezioni e con difficoltà ora stimate di VI/VI+, sopra 400 metri di vuoto, forse senza chiodi.
In omaggio all'abilità come alpinista di Pietro Pensa gli viene dedicato nel 2007 il libro Calcare d'autore, arrampicare nella Grigna dimenticata e sconosciuta.
Oltre alle scalate della Grigna, Pietro Pensa esplora la Ghiacciaia del Moncodeno scendendo nel "sorel" che porta l'aria fredda nella grande grotta a formare le colonne di ghiaccio, un tempo utilizzate per rifornire gli alberghi del lago e di Milano; scende con la corda tenuta dal capomastro che al tempo curava i lavori delle baite ed esplora una grande sala di ghiaccio.

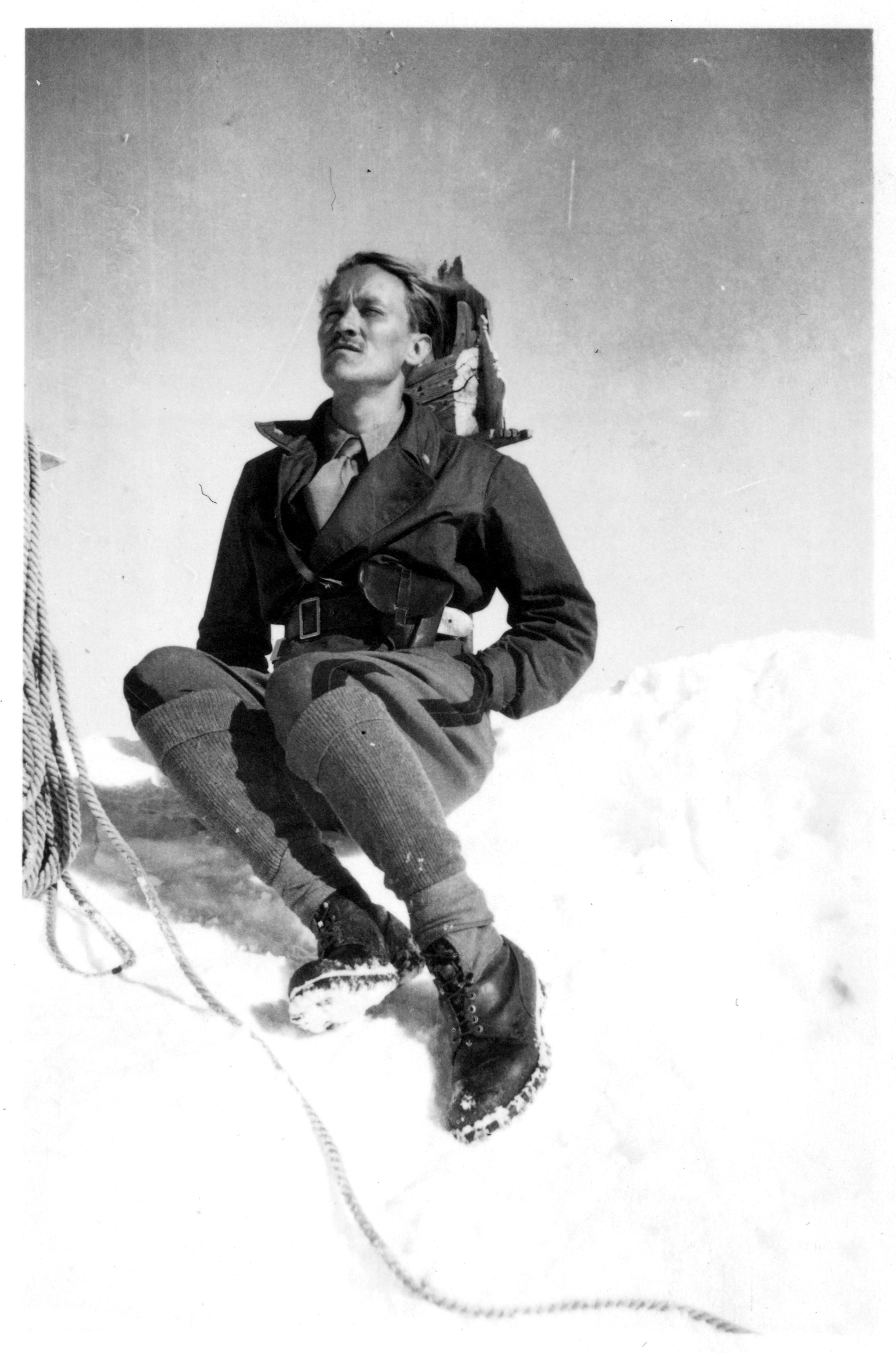
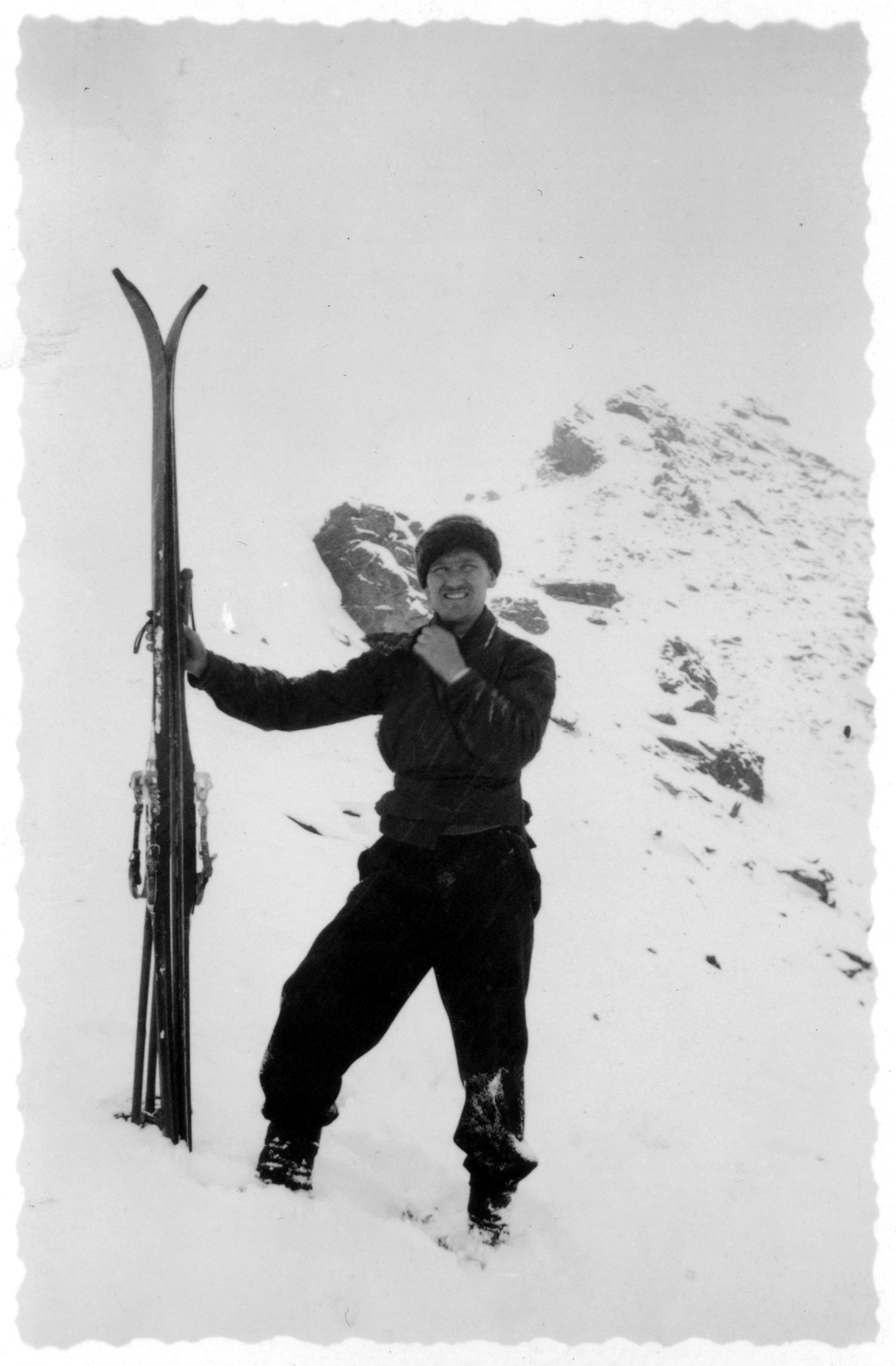
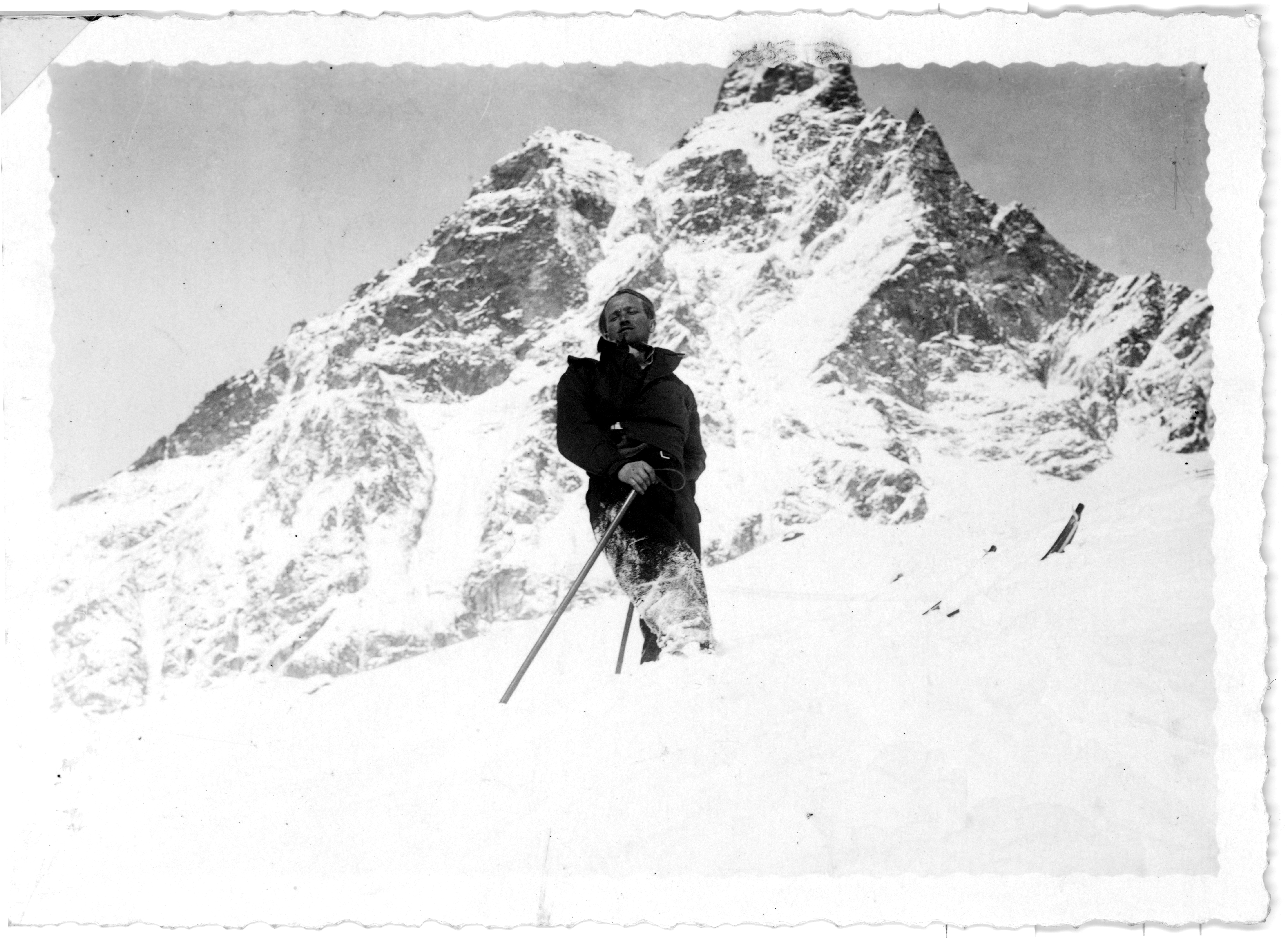
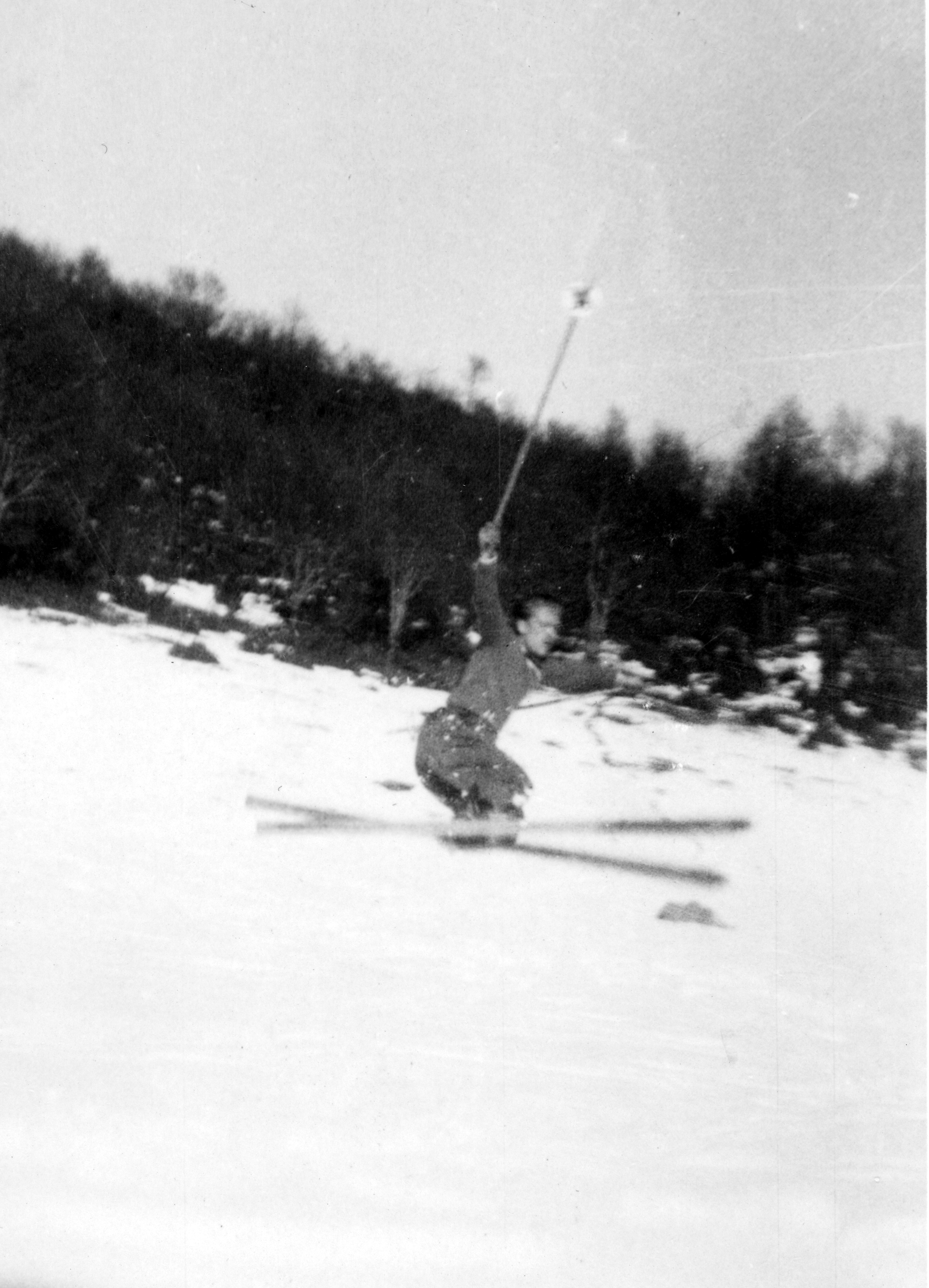

### Fotografia, disegno e pittura
Fin dagli anni trenta Pietro Pensa realizza disegni, opere pittoriche e xilografie. La sua produzione artistica si concentra sui paesaggi montani e i suoi mestieri tradizionali. Come strumento di lavoro realizza fotografie preparatorie per disegni e quadri. Una sua tela partecipa alla prima edizione del Premio Cremona del 1939 intitolata "Non so se la mia parola sia giunta a voi ma il mio cuore si (M.)", il tema del premio era Ascoltando alla radio un discorso del Duce. La tela di 140x100 cm rappresenta una scena di interno; quattro adulti e un bambino in piedi sono ritratti mentre ascoltano la radio; in primo piano, insieme all'uomo più anziano c'è un infante disteso nella culla. I volti, gli sguardi bassi, le mani contratte e i colori cupi esprimono preoccupazione e angoscia. I protagonisti del quadro hanno i lineamenti di una famiglia di Esino Lario. Dopo la guerra Pietro Pensa cancellò il quadro che ritraeva Mussolini appeso alle spalle dei protagonisti; il profilo della cornice è ancora visibile sulla tela. La foto originale è pubblicata nei due cataloghi della mostra.

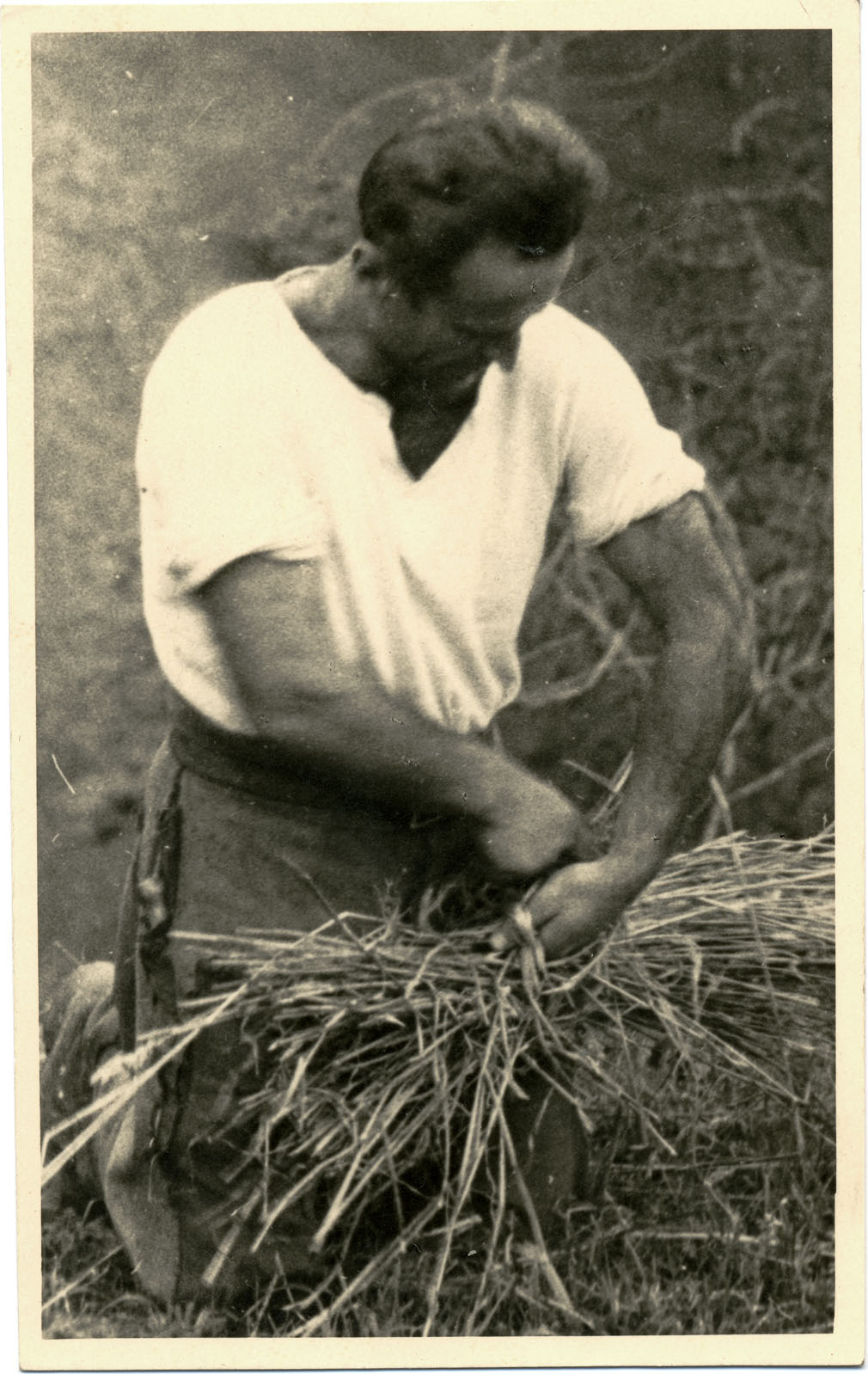
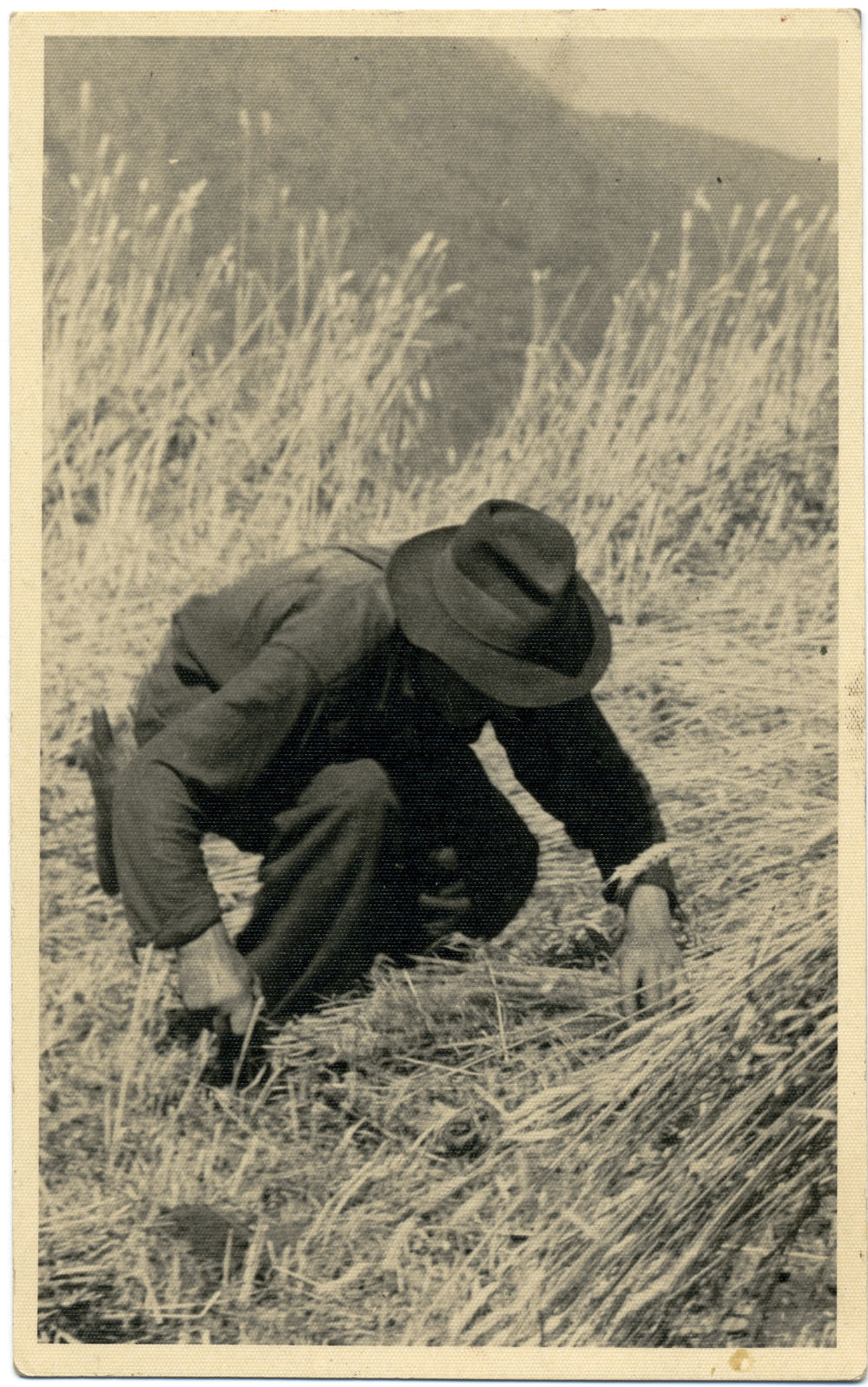
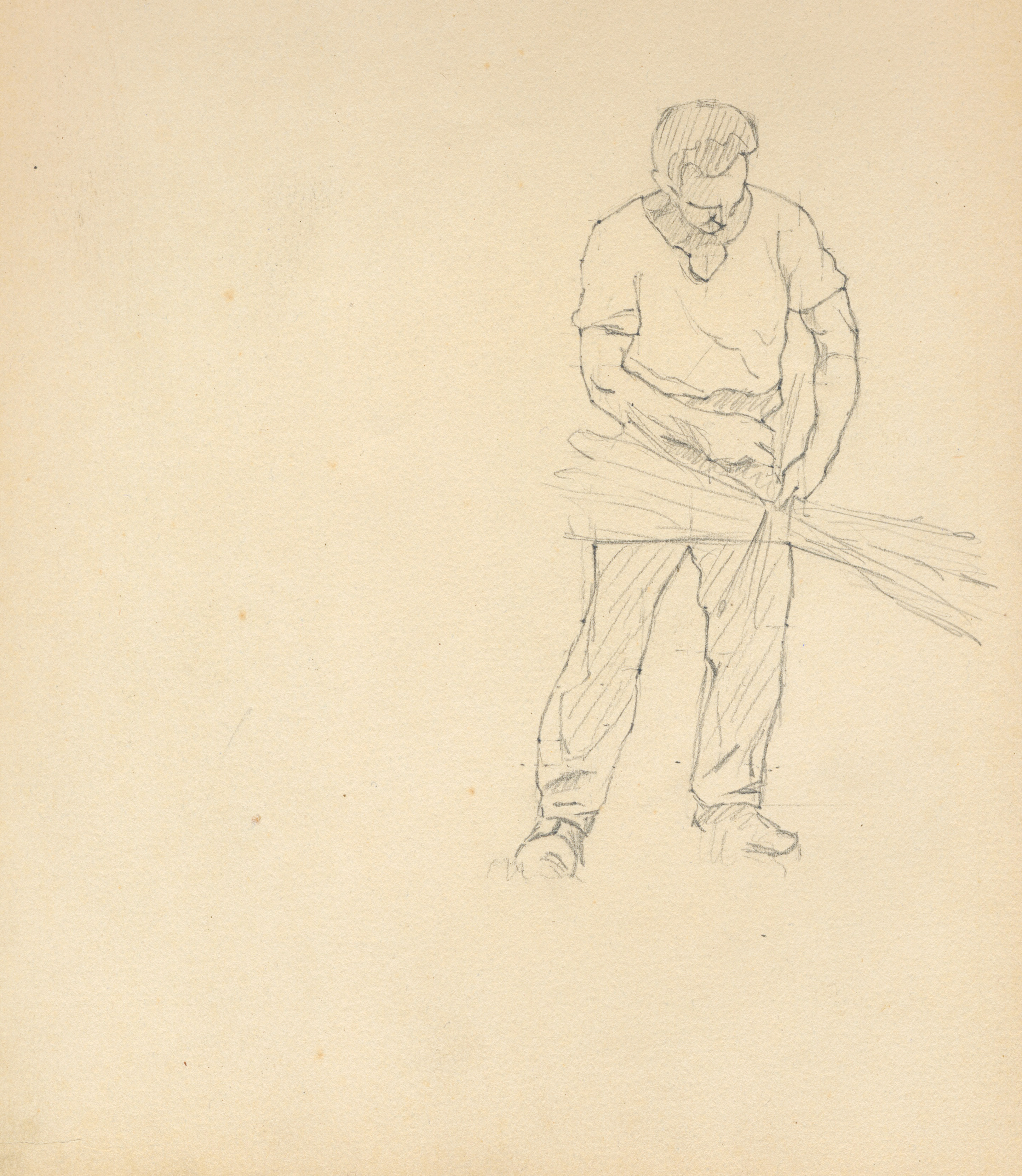
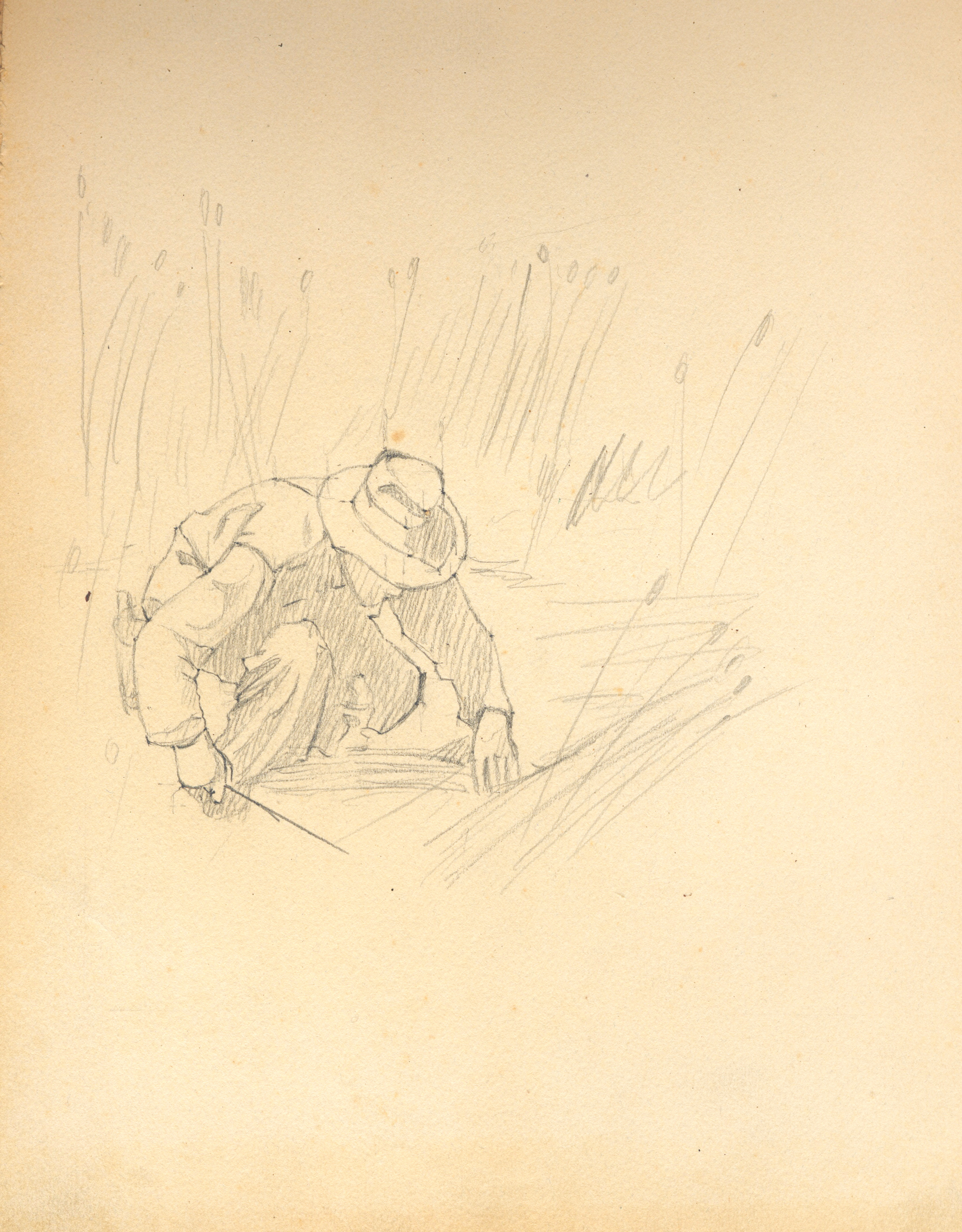
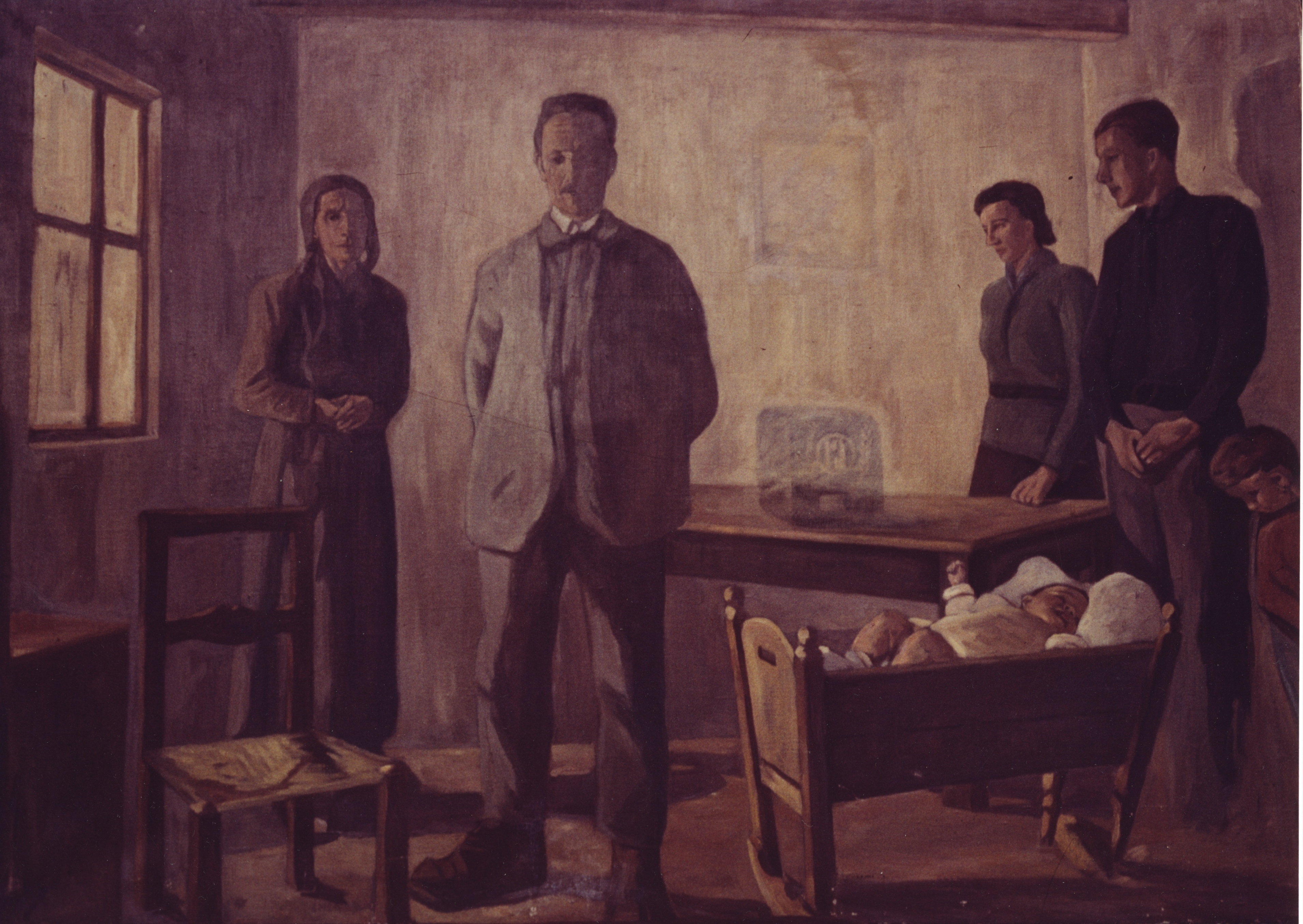

## Riconoscimenti
A Pietro Pensa sono dedicati la piazza del municipio e la scuola dell'infanzia di Esino Lario, il collegamento della Valsassina tra Parlasco ed Esino Lario con una lapide commemorativa al Passo d'Agueglio e la sala riunioni della Comunità montana della Valsassina, Valvarrone, Val d'Esino e Riviera e il primo tratto della pista ciclabile lungo l'Adda a Pescate. Pietro Pensa è insignito della Commenda al merito della Repubblica. È membro dal 1961 della National Geographic Society e socio del Centro Studi Storici di Val Menaggio. Nel 1991 riceve il riconoscimento di cittadino benemerito del Comune di Lecco